# Professor emeritus
A professor emeritus vagy női oktató esetén professor emerita (ejtsd: professzor emeritusz) latin kifejezés a legtöbb országban nyugalomba vonult professzort jelent. A cím, pontosabban státus elnyerése nem automatikus; csak olyan professzort illet meg, akinek ezt a címet az őt korábban alkalmazó egyetem megfelelő szervei adományozták.
Magyarországon a címről a felsőoktatásról szóló 2011. évi CCIV tv. 32. § (1) bekezdése rendelkezik: Annak, aki főiskolai, illetve egyetemi tanári címmel rendelkezik, és nyugdíjazására tekintettel foglalkoztatását megszüntetik, a szenátus Professor Emeritus vagy Professor Emerita (a továbbiakban együtt: Professor Emeritus) címet adományozhat. A Professor Emeritus címmel járó jogokat, oktatási és más kötelezettségeket, juttatásokat, azok időtartamát a felsőoktatási intézmény foglalkoztatási követelményrendszerében kell meghatározni.
A tanszéknek, ahonnan a professzor nyugdíjba vonul, külön kezdeményeznie kell a Kari Tanácsnál, hogy megkaphassa a címet; ezt véleményezik, elbírálják, az egyetem szervei szavaznak róla. A nyugállományú professzor is oktathat mint megbízott előadó. Továbbá Magyarországon a professor emeritusok tanszékük vagy intézetük teljes szavazati jogú tagjai maradnak. Az egyetem havi tiszteletdíjban részesíti/részesítheti a címet elnyert oktatót.
Maga az emeritus latin melléknévi igenév, jelentése elbocsátását szolgálataival kiérdemelt tisztségviselő, azaz olyan, aki hivatalát immár nem tölti be, tehát kiszolgált. Szó szerinti jelentése kiérdemesült.